# Nocupétaro
Nocupétaro là một đô thị thuộc bang Michoacán, México. Năm 2005, dân số của đô thị này là 7649 người.